# Leo Brandi
Leo Brandi, seudónimo de Carlo Todini (Nápoles, 24 de junio de 1894 - Nápoles, 16 de febrero de 1959) fue un actor, cantante y cómico italiano.

## Biografía
De niño emigró con su familia a Estados Unidos, donde actuó en pequeños teatros con el nombre artístico de Brandy. Tras la Primera Guerra Mundial, regresó a Italia y, bajo el seudónimo de Leo Brandi, prosiguió su carrera artística, imponiéndose al público como actor de carácter, con un repertorio de imitaciones, entre ellas la de Charlot, y canciones de macchietta. En 1921, se casó con su colega Loris, formando el dúo "LorisBrandi".
En 1938, realizó una larga gira por el África Oriental Italiana junto con la soubrette Marisa Maresca. Durante el fascismo, tuvo algunos problemas con la censura por sus chistes irreverentes. Además de canciones cómicas, como Ciccio Formaggio, Margheritella mia, Agata o M'aggia curà, que le dieron cierta fama, también se dedicó al género teatral de la sceneggiata, junto a actrices como Nunzia Fumo o Elvira Donnarumma. Asimismo, trabajó en teatro con los hermanos De Filippo en su "Compagnia Napoletana" y con Vittorio Viviani.
En 1954 entró en el mundo del cine, actuando en la película Miseria e nobiltà: su papel, el del cafone (rústico) ignorante que dicta una carta al escribano interpretado por Totò, es probablemente su interpretación más emblemática. Ese mismo año lanzó la canción "La pansé" con Beniamino Maggio. A pesar del éxito de otras canciones cómicas, murió solo y olvidado en 1959 a los 64 años.

## Discografía

### Cantante
- 1941 - Margheritella Mia (Odeon GO20231)[6]
- 1941 - Alfredo, Alfredo (de Giuliani Bracchi) (Odeon GO20231)[7]
- 1942 - Sequezia Di Spezia (de Pisano y Cioffi) (Odeon)[8]
- 1942 - Ciccio Formaggio (de Pisano y Cioffi) (Odeon)[9]

### Autor
- 1938 - Son felice senza te, interpretada por Dino Olivieri y Mario Pasqualillo (letras de Brandi y Fusco, música de Valente) (La voce del padrone HN1511)[10]
- 1938 - T'amo Maddalena, interpretada por Mario Pasqualillo (letras de Brandi y Fusco, música de Valente) (Odeon, DQ2776)
- 1941 - Margheritella Mia (Odeon, GO20231)[11]

## Filmografía
- Miseria e nobiltà, de Mario Mattoli (1954)[12]
- Due soldi di felicità, de Roberto Amoroso (1954)[13]